# Ситната
Сѝтната е хоро в размер 2/4, разпространено в Северозападна България.
Изпълнява се най-често по време на сватби и седенки с инструментален съпровод. Има няколко варианта – ситна старешка, ситна поломка, ситница и др. Те са с различна структура. Изпълняват се бързо, ситно, с „натришане“ и с леко приклекване. С едва отделени от земята ходила се изпълняват ситните стъпки на хорото.